# 이하라 준이치

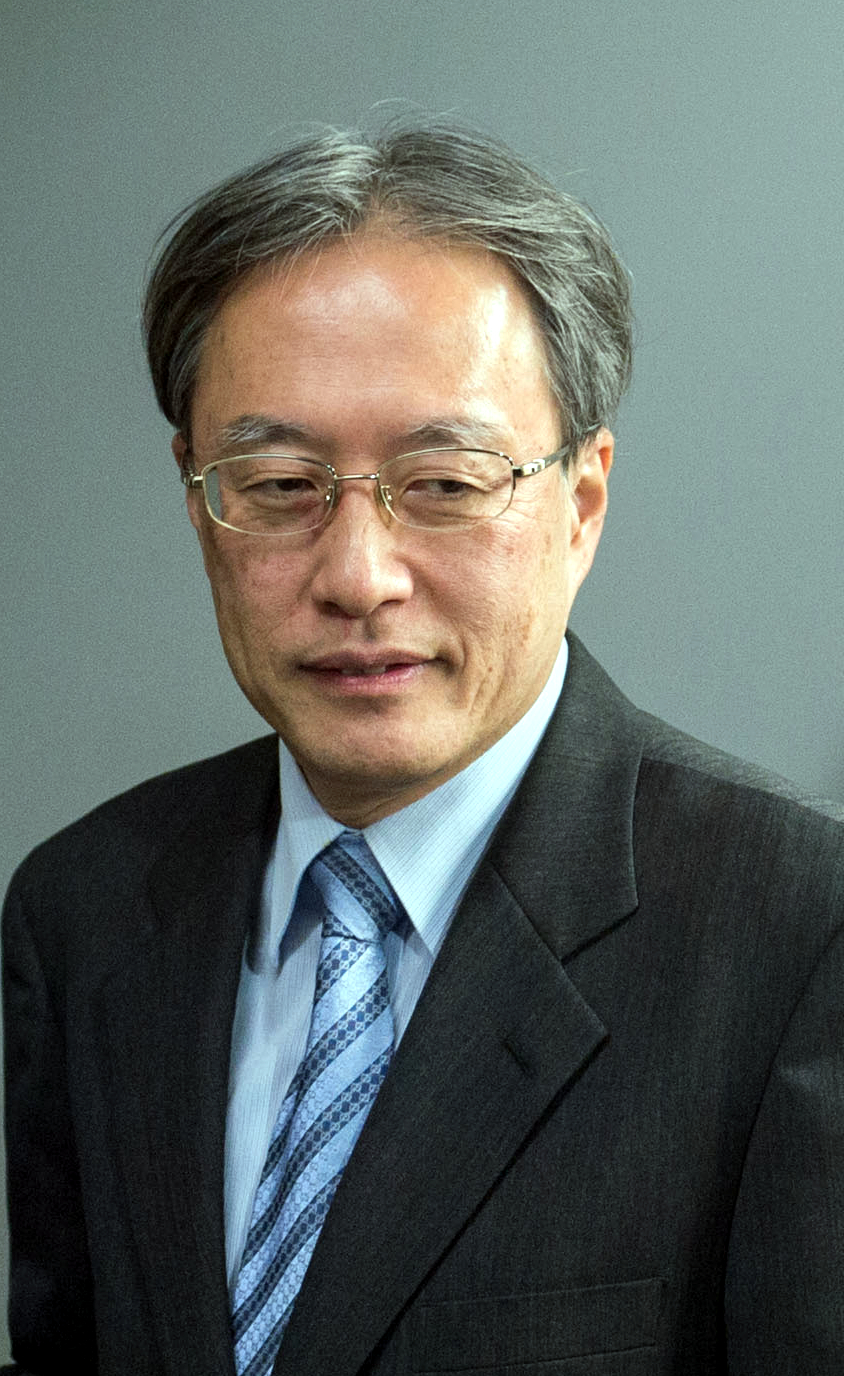
이하라 준이치 (2013년)

이하라 준이치(일본어: 伊原 純一, 1956년 4월 18일 ~ )는 일본의 외교관이다. 주로스앤젤레스 총영사, 외무성 북미국장, 외무성 아시아 대양주국장 등을 거쳐 2015년부터 2019년까지 주제네바 일본정부대표부 특명전권대사, 2019년부터 2023년까지 주프랑스 특명전권대사를 맡았다.

## 인물
교토부 출신으로 교토 교육대학 교육학부 부속 고등학교를 졸업하고 교토 대학 법학부에 진학했다. 1978년 외무공무원 채용 시험에 합격했고 이듬해 1979년 교토 대학을 졸업한 뒤 외무성에 입성했다. 외무성에서는 프랑스어 연수를 받았고 이후에는 주로 경제 관련 업무를 맡았다.
황태자 아키히토 친왕의 아프리카 방문 당시에는 통역으로서 동행했고 1996년 12월에 발생한 주페루 일본 대사관 인질 사건 당시 사무차관 비서관으로서 사건에 대응했다. 또 2004년에 발생한 상하이 총영사관 직원 자살 사건에서는 감찰·사찰 담당의 관방참사관으로서 조사단장을 맡아 자살은 중화인민공화국 당국의 협박에 의한 것이라는 보고를 취합했다.
2008년 4월, 주로스앤젤레스 총영사로 내정되면서 주로스앤젤레스 일본총영사관에 부임했다. 그 이후 3년 4개월에 걸쳐 총영사를 지냈는데 이렇게 장기간의 임기를 맡은 것은 이례적인 일이었다. 그동안 로스앤젤레스 주재 이스라엘과 멕시코 총영사와 함께 3개국 공동으로 ‘보일 하이츠 프로젝트’를 구성했다. 또한 일본 요리와 사케, 일본 영화나 애니메이션 등 일본 문화의 보급에 주력하는 동시에 캘리포니아 고속철도에 대해 일본의 신칸센을 홍보하는 등 일본 기업의 경제 활동을 지속적으로 지원했다. 2010년에 로스앤젤레스에서 열린 ‘아니메 엑스포’를 몸소 진행하여 엑스포 개막식에서 환영 인사를 했다.
2011년에 귀국하여 외무성 북미국에서 국장으로 부임했고 2013년에는 외무성 아시아 대양주국장으로 부임했다.
2014년 10월에는 조선민주주의인민공화국의 일본인 납치 문제에 대한 북한측 조사 상황의 청취와 북일 수교 협상 때문에 편성된 일본 정부 대표단(방북단) 단장으로서 대표단을 이끌고 방북했다. 2015년 11월 19일, 주제네바 일본정부대표부 특명전권대사로 부임했고 2018년 3월 7일에는 세계무역기구 일반이사회 의장(임기 1년)으로 취임했다. 2019년 11월 8일에 주프랑스 특명전권대사로 부임했고 같은 해 12월 27일에 주안도라, 주모나코 대사를 겸임하게 됐다.
2023년 4월 1일자로 궁내청에 발령되면서 식부직에 해당되는 식부관장으로 부임했다.

## 에피소드
- 과거에는 골프가 취미였지만, 주필리핀 일본대사관 1등 서기관으로 있을 때 골프하다가 허리를 다쳐서 그 이후에는 골프를 하지 않았다.[1]
- 오사카 대학 대학원에서는 국제공공정책연구과 객원교수를 맡았다.[13]

## 주요 경력
- 1978년 : 외무공무원 채용 시험 합격
- 1979년 : 교토 대학 법학부 졸업, 외무성 입성
- 1980년 : 주프랑스 일본대사관에서 근무(프랑스어 연수)
- 1984년 : 외무성 아시아국 동남아시아 제1과장 보좌
- 1986년 : 외무성 경제국 국제기관 제1과장 보좌
- 1988년 : 외무성 북미국 북미제1과장 보좌
- 1989년 : 외무성 북미국 북미제1과 수석사무관
- 1992년 : 주필리핀 일본대사관 1등 서기관
- 1994년 : 대신관방 인사과 수석사무관
- 1995년 : 외무 사무 차관 비서관
- 1997년 : 외무성 아시아국 동남아시아 제1과장
- 1999년 : 외무성 경제국 국제기관 제1과장
- 2002년 : 대신관방 회계과장
- 2004년 : 관방참사관(감찰·사찰 담당)
- 2004년 7월 : 주미국 일본대사관 공사
- 2006년 9월 : 외무성 대신관방장 보좌
- 2006년 12월 : 외무성 아시아 대양주국 참사관(남부아시아부 담당)
- 2008년 : 주로스앤젤레스 총영사
- 2011년 : 외무성 북미국장
- 2013년 : 외무성 아시아 대양주국장
- 2015년 : 주제네바 일본정부대표부 특명전권대사
- 2019년 : 주프랑스 특명전권대사
- 2023년 : 궁내청 식부관장[14]

## 입사 동기
- 요코이 유타카 - 2016년에 주중화인민공화국 특명전권대사로 부임
- 히라마쓰 겐지 - 2015년에 주인도 특명전권대사로 부임